# 1922 au théâtre
| Années du théâtre : 1919 - 1920 - 1921 - 1922 - 1923 - 1924 - 1925    |
| Décennies du théâtre : 1890 - 1900 - 1910 - 1920 - 1930 - 1940 - 1950 |

Cet article présente les faits marquants de l'année 1922 au théâtre.

## Pièces de théâtre publiées
- Le Souper interrompu, de Paul-Jean Toulet (posthume ; première représentation en 1944)

## Pièces de théâtre représentées
- 24 février : Henri IV de Luigi Pirandello, Milan
- 20 décembre : Antigone de Jean Cocteau mise en scène de Jean Cocteau, décors de Pablo Picasso, Costumes de Gabrielle Chanel Musique d'Arthur Honegger, Théâtre de l'Atelier à Paris
- Une petite main qui se place de Sacha Guitry, théâtre Édouard VII
- Le Blanc et le noir de Sacha Guitry, Théâtre des Variétés
- Dardamelle ou Le Cocu, d'Émile Mazaud, mise en scène Lugné-Poe, Maison de l'Œuvre

## Naissances
- 13 février : Otto Tausig, acteur, metteur en scène et scénariste autrichien († 10 octobre 2011).
- 7 avril : Sophie Desmarets, comédienne française († 13 février 2012).
- 10 juin : Boris Brounov, conférencier et metteur en scène soviétique († 2 septembre 1997).
- 27 octobre : Michel Galabru, comédien français († 4 janvier 2016).
- 21 novembre : Maria Casarès, comédienne française d'origine espagnole († 22 novembre 1996).
- 4 décembre : Gérard Philipe, comédien français († 25 novembre 1959).

## Décès
- 2 mars : Henry Bataille